# Buffalo Bills 2012
La stagione 2012 dei Buffalo Bills è stata la 43ª della franchigia nella National Football League, la 53ª incluse quelle nell'American Football League. Nella terza stagione sotto la direzione del capo-allenatore Chan Gailey la squadra ebbe un record di 6 vittorie e 10 sconfitte, piazzandosi quarta nella AFC East e mancando i playoff per il tredicesimo anno consecutivo.

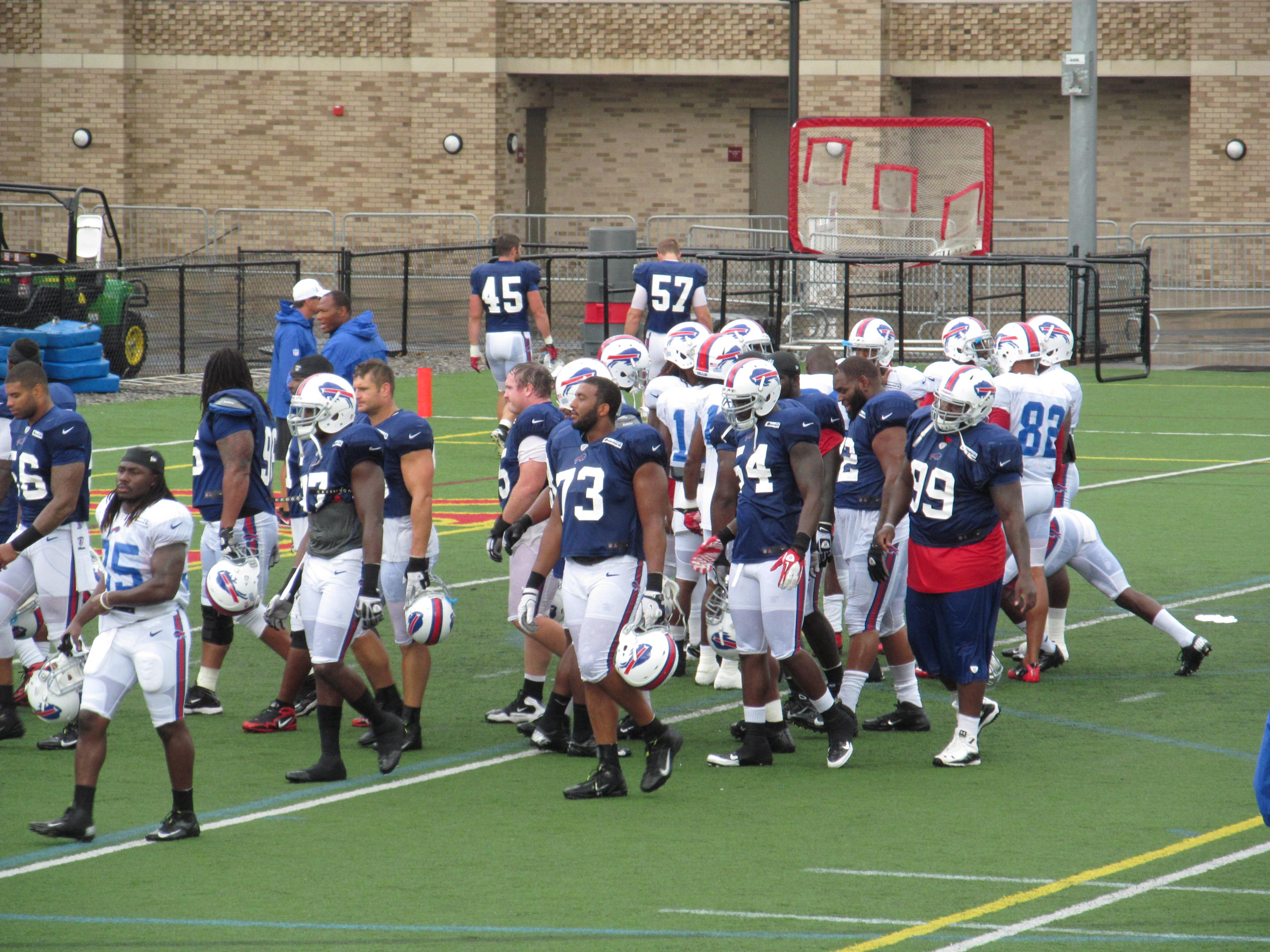
I defensive lineman di Buffalo nel training camp nell'agosto 2012

## Roster
| Roster dei Buffalo Bills nel 2012 |
| --- |
| Quarterback - 14 Ryan Fitzpatrick - 7 Tarvaris Jackson - 4 Tyler Thigpen Running Back - 20 Tashard Choice - 38 Corey McIntyre FB - 28 C.J. Spiller Wide Receiver - 81 Marcus Easley - 18 Kevin Elliott - 11 T.J. Graham - 15 Chris Hogan - 13 Stevie Johnson - 82 Ruvell Martin - 16 Brad Smith WR/QB Tight End - 42 Dorin Dickerson FB - 85 Lee Smith Offensive Linemen - 77 Cordy Glenn T - 67 Andy Levitre G - 73 Chris Scott T - 61 David Snow G/C - 60 Kraig Urbik G - 66 Thomas Welch T - 68 Keith Williams G - 70 Eric Wood C - 71 Sam Young T Defensive Linemen - 93 Mark Anderson DE - 92 Alex Carrington DT - 99 Marcell Dareus DT - 91 Spencer Johnson DT - 56 Shawne Merriman DE - 54 Kyle Moore DE - 69 Jay Ross DT - 95 Kyle Williams - 94 Mario Williams DE Linebacker - 50 Nick Barnett OLB - 53 Nigel Bradham OLB - 59 Greg Lloyd Jr. MLB - 58 Kirk Morrison MLB - 55 Kelvin Sheppard MLB - 51 Chris White OLB Defensive Back - 33 Ron Brooks CB - 29 Crezdon Butler CB - 31 Jairus Byrd FS - 27 Stephon Gilmore CB - 44 T.J. Heath CB - 26 Justin Rogers CB - 43 Bryan Scott S/OLB - 25 Da'Norris Searcy SS - 30 Mana Silva FS - 23 Aaron Williams CB - 37 George Wilson SS Special Team - 9 Rian Lindell K - 6 Shawn Powell P - 65 Garrison Sanborn LS Lista delle riserve - 74 Colin Brown G/T (IR) - 80 Mike Caussin TE (PUP) - 84 Scott Chandler TE (IR) - 75 Chris Hairston OT (IR) - 22 Fred Jackson RB (IR) - 19 Donald Jones WR (NF-Ill.) - 90 Chris Kelsay DE (IR) - 24 Terrence McGee CB (IR) - 21 Leodis McKelvin CB (IR) - 52 Arthur Moats OLB (IR) - 86 David Nelson WR (IR) - 79 Erik Pears OT (IR) - 76 Chad Rinehart G (IR) - 72 Zebrie Sanders OT (IR) - 98 Torell Troup DT (IR) Squadra di allenamento - 35 Zach Brown RB - 97 Corbin Bryant DT - 88 Derek Buttles TE - 96 Jarron Gilbert DE - 62 Adam Grant OT - 63 Andrew Jackson - -- Brian Smith OLB |
| Legenda - I rookie sono in corsivo. - Il primo ruolo è il principale mentre gli eventuali successivi indicano i ruoli secondari. - (IR) sta per Injured Reserve ed indica la lista ristretta per un solo giocatore infortunato che può tornare ad allenarsi dopo la settimana 6 e a rientrare in prima squadra dopo che questa ha giocato 8 partite. - (NF-Inj.) / (NF-Ill.) stanno rispettivamente per Non-Football Injured e Non-Football Illness ed indicano le liste dove viene inserito un giocatore che ha un infortunio o una malattia non dipendente dal football americano. - (PUP) sta per Physically Unable to Perform ed indica la lista dove viene inserito un giocatore mentre è in attesa di recuperare la condizione fisica. Nella stagione regolare dopo la sesta partita giocata dalla propria squadra, il giocatore ha tempo tre settimane per riprendere ad allenarsi, più tre settimane aggiuntive dal suo rientro agli allenamenti per rientrare in prima squadra. |

Fonte:

## Calendario
| Stagione regolare |                    |                         |                    |                    |                               |                    |
| Turno             | Data               | Avversario              | Risultato          | Record             | Stadio                        | Sintesi            |
| 1                 | 9 settembre        | at New York Jets        | S 28–48            | 0–1                | MetLife Stadium               | Recap              |
| 2                 | 16 settembre       | Kansas City Chiefs      | V 35–17            | 1–1                | Ralph Wilson Stadium          | Recap              |
| 3                 | 23 settembre       | at Cleveland Browns     | V 24–14            | 2–1                | Cleveland Browns Stadium      | Recap              |
| 4                 | 30 settembre       | New England Patriots    | S 28–52            | 2–2                | Ralph Wilson Stadium          | Recap              |
| 5                 | 7 ottobre          | at San Francisco 49ers  | S 3–45             | 2–3                | Candlestick Park              | Recap              |
| 6                 | 14 ottobre         | at Arizona Cardinals    | V 19–16 (DTS)      | 3–3                | University of Phoenix Stadium | Recap              |
| 7                 | 21 ottobre         | Tennessee Titans        | S 34–35            | 3–4                | Ralph Wilson Stadium          | Recap              |
| 8                 | Settimana di pausa | Settimana di pausa      | Settimana di pausa | Settimana di pausa | Settimana di pausa            | Settimana di pausa |
| 9                 | 4 novembre         | at Houston Texans       | S 9–21             | 3–5                | Reliant Stadium               | Recap              |
| 10                | 11 novembre        | at New England Patriots | S 31–37            | 3–6                | Gillette Stadium              | Recap              |
| 11                | 15 novembre        | Miami Dolphins          | V 19–14            | 4–6                | Ralph Wilson Stadium          | Recap              |
| 12                | 25 novembre        | at Indianapolis Colts   | S 13–20            | 4–7                | Lucas Oil Stadium             | Recap              |
| 13                | 2 dicembre         | Jacksonville Jaguars    | V 34–18            | 5–7                | Ralph Wilson Stadium          | Recap              |
| 14                | 9 dicembre         | St. Louis Rams          | S 12–15            | 5–8                | Ralph Wilson Stadium          | Recap              |
| 15                | 16 dicembre        | Seattle Seahawks        | S 17–50            | 5–9                | Rogers Centre (Toronto)       | Recap              |
| 16                | 23 dicembre        | at Miami Dolphins       | S 10–24            | 5–10               | Sun Life Stadium              | Recap              |
| 17                | 30 dicembre        | New York Jets           | V 28–9             | 6–10               | Ralph Wilson Stadium          | Recap              |

Nota: gli avversari della propria division sono in grassetto.
 #  Indica che la gara è parte delle Bills Toronto Series.

## Classifiche
| AFC East                 |    |    |   |      |     |      |     |     |     |
|                          | V  | S  | P | %    | DIV | CONF | PF  | PS  | STR |
| (2) New England Patriots | 12 | 4  | 0 | .750 | 6–0 | 11–1 | 557 | 331 | V2  |
| Miami Dolphins           | 7  | 9  | 0 | .438 | 2–4 | 5–7  | 288 | 317 | S1  |
| New York Jets            | 6  | 10 | 0 | .375 | 2–4 | 4–8  | 281 | 375 | S3  |
| Buffalo Bills            | 6  | 10 | 0 | .375 | 2–4 | 5–7  | 344 | 435 | V1  |

## Leader della squadra
| Leader della squadra |                  |           |
|                      | Giocatore        | N.        |
| Yard passate         | Ryan Fitzpatrick | 2471 Yard |
| Touchdown passati    | Ryan Fitzpatrick | 20 TD     |
| Yard corse           | C.J. Spiller     | 907 Yard  |
| Touchdown su corsa   | C.J. Spiller     | 5 TD      |
| Yard ricevute        | Stevie Johnson   | 705 Yard  |
| Touchdown su ric.    | Scott Chandler   | 6 TD      |
| Punti                | Rian Lindell     | 83 Punti  |
| Yard su rit. kickoff | Leodis McKelvin  | 453 Yard  |
| Yard su rit. punt    | Leodis McKelvin  | 387 Yard  |
| Tackle               | Nick Barnett     | 82 Tackle |
| Sack                 | Mario Williams   | 9,5 Sack  |
| Intercetti           | Jairus Byrd      | 5 INT     |